# Marek Długoszowski

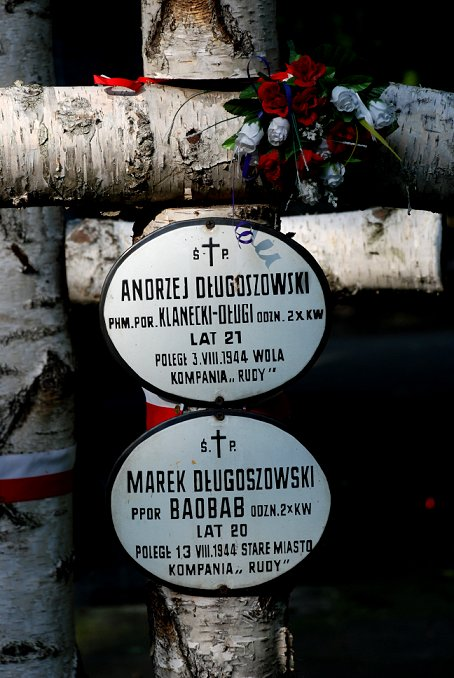
Nad mogiłą na Powązkach Wojskowych

Marek Długoszowski ps. Baobab (ur. 29 kwietnia 1924 w Warszawie, zm. 13 sierpnia 1944 tamże) – podporucznik, uczestnik powstania warszawskiego w 3. drużynie I plutonu „Sad” 2. kompanii „Rudy” batalionu „Zośka”.

## Życiorys
Syn Jerzego Wieniawy-Długoszowskiego, uczestnika I wojny światowej i wojny polsko-bolszewickiej, majora Wojska Polskiego i Hanny z Zielińskich. Jego stryjem był Bolesław Wieniawa-Długoszowski, a babką cioteczną Stefania Sempołowska. Brat Andrzeja Długoszowskiego.
Uczeń I Państwowego Gimnazjum i Liceum im. Stefana Batorego w Warszawie. Podczas okupacji niemieckiej działał w konspiracji. Należał do Szarych Szeregów. Brał udział w akcjach Organizacji Małego Sabotażu Wawer.

W powstaniu warszawskim walczył na Woli i Starym Mieście. Poległ 13. dnia powstania warszawskiego w walkach przy ul. Bonifraterskiej na Starym Mieście. Miał 20 lat. Pochowany wspólnie z bratem, phm. por. Andrzejem Długoszowskim (ps. „Klanecki”), w kwaterach żołnierzy i sanitariuszek batalionu „Zośka” na Wojskowych Powązkach w Warszawie  (kwatera 20A-4-22).
Został dwukrotnie odznaczony Krzyżem Walecznych.